# Maple Leaf Gardens
Maple Leaf Gardens ("Jardín Hoja de Arce") es un estadio techado ubicado en Toronto, Canadá. Fue inaugurado en 1931, con un costo de construcción de 1.5 millones de dólares. El estadio estaba ubicado en 60 Carlton St., Toronto, Ontario y tenía capacidad para 16 307 asientos (para el Hockey).
El nombre del estadio se debe al equipo de la NHL que jugaba ahí, los Toronto Maple Leafs, cuya hoja del arce refiere al emblema de la bandera de Canadá. 
Era un estadio especializado en el hockey sobre hielo. Los Leafs jugaron desde 1931 hasta 1999, cuando se trasladaron al Air Canada Centre. También jugaron allí los Toronto Toros de la WHA y Toronto Marlboros de la OHL.
Además, el Maple Leaf Gardens fue sede de los equipos de baloncesto Toronto Huskies de la BAA y los Toronto Raptors de la NBA, Toronto Blizzard de la NASL (durante las temporadas indoor), y el Toronto Rock de la National Lacrosse League, entre otros. 
En este estadio se disputó el primer partido de la NBA entre los New York Knicks y los Toronto Huskies el 1 de noviembre de 1946.
Este ha sido una de los pocos estadios fuera de Estados Unidos en que tuvieron lugar algunos de los conciertos de Elvis Presley, luego los Beatles ofrecieron conciertos en este lugar durante sus 3 giras norteamericanas. Otra banda importante que realizó conciertos aquí fue Queen.
El estadio no albergó espectáculos públicos desde 2002 hasta 2009. La cadena de supermercados compró el predio en 2004, pero inauguró el local recién en 2011.
En 2012 se inauguró un centro atlético en el último piso del edificio. Allí juegan los equipos de hockey sobre hielo, baloncesto y voleibol de la Universidad Ryerson. Además, fue sede del torneo de baloncesto de los Juegos Panamericanos de 2015 y los Juegos Parapanamericanos de 2015.